# انقلاب نوسنگی
| تقسیم‌بندی سه‌گانه اعصار |                         |           |          |
| عصر تاریخی             |                         |           |          |
| دوره لا تن             | دوره لا تن              |           | نیاتاریخ |
| دوره هالشتات           |                         |           | نیاتاریخ |
| عصر آهن                |                         |           | نیاتاریخ |
| پسین                   |                         |           | نیاتاریخ |
| میانه                  |                         |           | نیاتاریخ |
| پیشین                  |                         |           | نیاتاریخ |
| عصر برنز               |                         |           | نیاتاریخ |
| دوران نوسنگی           | عصر مس                  |           | نیاتاریخ |
| دوران نوسنگی           | نوسنگی با سفال          | پیشاتاریخ |          |
| دوران نوسنگی           | نوسنگی پیش از سفال ب    | پیشاتاریخ |          |
| دوران نوسنگی           | نوسنگی پیش از سفال آ    | پیشاتاریخ |          |
| میان‌سنگی               | میان‌سنگی، فراپارینه‌سنگی | پیشاتاریخ |          |
| پارینه‌سنگی             | پسین                    | پیشاتاریخ |          |
| پارینه‌سنگی             | میانه                   | پیشاتاریخ |          |
| پارینه‌سنگی             | پیشین                   | پیشاتاریخ |          |
| عصر سنگ                |                         | پیشاتاریخ |          |

انقلاب نوسنگی (به انگلیسی: Neolithic Revolution) یا انقلاب کشاورزی اول (به انگلیسی: First Agricultural Revolution)، دورانی از عصر سنگ را می‌گویند که تغییراتی در به‌کارگیریِ ابزار و وسایل در میان دسته‌های بشر پدید آمد.
انقلاب نوسنگی اصطلاحی است که گوردون چایلد برای توصیف خاستگاه و پیامدهای تولید غذا و کشاورزی و دامداری و اهلی کردن گیاهان و چارپایان وضع کرد؛ این انقلاب به پیدایش و گسترش زندگی یکجانشینی روستایی در آسیای غربی در فاصلهٔ سال‌های ۹٬۰۰۰ تا ۶٬۰۰۰ ق. م انجامید.
انقلاب نوسنگی دوره‌ای است که در آن بشر الگوی تهیهٔ غذای خود را تغییر داد و از حالت آذوقه‌جویی خارج شد. این مرحله به تناوب و با تفاوت زمانی در آمریکای باستان، جنوب غربی آسیا، اروپا و آفریقای مرکزی واقع شد. انقلاب نوسنگی به اهلی نمودن چارپایان و بهره‌گیری ابزاری از آنان نیز انجامید.
در مورد سببِ رخدادِ انقلاب نوسنگی میان پژوهشگران هم‌نظری وجود ندارد،
ولی بیشتر آرای مربوط به آن را می‌توان در دو مدل کلیِ دافعه (اینکه شکارچی-گردآورنده‌ها به واسطه تغییرات آب‌وهوایی یا فشارِ جمعیت مجبور به یکجانشینی شده‌اند) یا جاذبه (یکجانشینی به دلیل منافعِ اقتصادی کشاورزی و میل به کاهش ریسک و افزایش ثروت صورت گرفته است) رده‌بندی کرد.
برخی پژوهشگران نیز بر این باورند که مهم‌ترین عامل انقلاب نوسنگی تغییر در فرهنگ مادی به ویژه فناوری برش سنگ است.
وجود شواهدی مبنی بر شکل‌گیری روستاها پیش از انقلاب نوسنگی به ویژه در خاور نزدیک، این نظریه را که یکجانشینی پیش از دوران نوسنگی به وجود آمده میسر ساخته است. به گفتهٔ فلانری، کشاورزی و یکجانشینی احتمالاً مستقل از هم به وجود آمده‌اند و امکان دارد با هم ارتباط چندانی نداشته باشند.
به هر رو، معمولاً تفاوت مهم دوران میان‌سنگی و دوران نوسنگی در وجود «محیط مصنوع معمارانه» دانسته می‌شود. تغییر سرپناه آدمی از محیط طبیعی به محیط مصنوع خود موجب پدید آمدن روشی بکر از زندگی شد.
به گفته هلمز، یکجانشینی بخشی از تغییر نگرشی بزرگتر به شناخت افراد از دیگران (از جمله جانوران، خویشان، و غریبه‌ها) بوده است.
یکجانشینی، که بین ده تا بیست هزار سال پیش شروع شد، امری نسبتاً جدید در تاریخ بیش از یک میلیون سالهٔ زندگی بشری است.
کشاورزی نیز در این میان نقش داشته است، چرا که در زندگی کشاورزی زمان—که برای کاشت‌وبرداشت امری ضروری است—و به تبع آن تاریخ نقشی مهم‌تر در زندگی بازی می‌کنند.
در جوامع کشاورزی مردگان به موضوعی برای معناسازی‌های نمادین تبدیل می‌شوند و به آن‌ها نقش نیاکانی داده می‌شود که می‌توان برای به خاطرسپاری آن‌ها سازه‌های یادمانی ساخت.
به گفته واتکیز محیط زندگی درین دوران به «انبار نمادها» تبدیل می‌شود. محوطه‌های آیینی اطلاعاتی در مورد رفتارهای مطلوب در خود داشتند—امری که در دوران بعدی بر عهده نوشتن بود—و مکان‌های مقدس از اماکن مربوط به زندگی روزمره تفکیک شدند.
برخی انقلاب نوسنگی را انقلاب تولید غذا نیز خوانده‌اند.